# 千葉きよかず
千葉 きよかず（ちば きよかず、1961年4月16日 - ）は、日本の漫画家。静岡県御殿場市出身。血液型はA型。旧ペンネームは千葉潔和。

## 来歴
小学生の頃から漫画家を目指す。高校卒業後、村上もとかのアシスタントに応募、1981年より7年間従事する。1988年に『ヤングジャンプ』月例新人賞佳作受賞、同年『赤いペガサスII・翔』で連載デビュー。

## 作品リスト

### 連載
- 赤いペガサスII・翔（原作：村上もとか、『週刊少年サンデー』連載）
- ダンシングサンダー
- マリーの獲物
- マグニチュード（原作：工藤かずや）
- 狐火
- DAT13（原作：新谷かおる）
- バトルフリークス（原作：あかね胡茄）
- ローズ伝説（原作：石原信一）
- ナイト～騎士の称号（原作：松田康志）
- ODAMARI
- 龍子～羅刹の女～
- マスク（原作：市野治）
- 剛球少女（原作：田中誠一）
- 炎と氷（原作：新堂冬樹）
- スプラッシュ!!（原作：松田康志、『週刊コミックバンチ』連載）
- 日本中国開戦（原作：喜安幸夫）
- レディイーグル（原作：鳴海章、『コミックチャージ』連載）
- 眠らぬ虎（原作：村上もとか、『グランドジャンプPREMIUM』連載）
- ソラモリ（原作：村上もとか、『グランドジャンプPREMIUM』連載）
- コミック版 逆説の日本史（原作・脚本：井沢元彦）
- ANGELの翼（『週刊漫画TIMES』2023年4月21日号[1] - 2024年6月14日号連載[2]）
- ジャクダン 〜DV相談員 如月綾香〜（『週刊漫画TIMES』2024年2月21日・28日号[3] - 2025年5月30日号連載[4]）※シリーズ連載[3]

### 短編読切
- パワーダンス（原作：村上もとか）
- ドナーハンター（原作：菅原雅人）
- ユリアの涙
- REPLAY
- 女王の部屋
- AIR BORN